# Repinec
 Repinec  falu Horvátországban Zágráb megyében. Közigazgatásilag Gradechez tartozik.

## Fekvése
Zágrábtól 45 km-re, községközpontjától  4 km-re északkeletre, a megye északkeleti határán fekszik.

## Története
Alapiskoláját 1932-ben létesítették, 1963-tól a gradeci alapiskola négy osztályos alsó tagozata működik benne. 
A településnek 1857-ben 120, 1910-ben 240 lakosa volt. Trianonig Belovár-Kőrös vármegye Kőrösi járásához tartozott. 2001-ben 255 lakosa volt.

## Lakosság
| Lakosság változása | Lakosság változása | Lakosság változása | Lakosság változása | Lakosság változása | Lakosság változása | Lakosság változása | Lakosság változása | Lakosság változása | Lakosság változása | Lakosság változása | Lakosság változása | Lakosság változása | Lakosság változása | Lakosság változása |  |
| ------------------ | ------------------ | ------------------ | ------------------ | ------------------ | ------------------ | ------------------ | ------------------ | ------------------ | ------------------ | ------------------ | ------------------ | ------------------ | ------------------ | ------------------ |  |
| 1857               | 1869               | 1880               | 1890               | 1900               | 1910               | 1921               | 1931               | 1948               | 1953               | 1961               | 1971               | 1981               | 1991               | 2001               |  |
| 120                | 151                | 194                | 178                | 245                | 240                | 261                | 274                | 326                | 327                | 360                | 320                | 291                | 254                | 255                |  |

## Nevezetességei
- Jézus szíve tiszteletére szentelt kápolnája.
- A Koretić család kúriája.
- Középkori erődítmény maradványai.

## Külső hivatkozások
Gradec község hivatalos oldala